# Сидор Олег Федорович
Сидор Олег Федорович (20 жовтня 1945, с. Хлопятин — 29 червня 2022, м. Львів) — український історик і теоретик мистецтва, музейник, громадсько-культурний діяч, кандидат мистецтвознавства, старший науковий співробітник відділу мистецтвознавства Інституту народознавства НАН України, член Наукового товариства ім. Шевченка, член Спілки художників «Клуб Українських Мистців», один з найавторитетніших дослідників давнього українського мистецтва, автор численних монографій і статей з різних аспектів українського церковного малярства, статей і нарисів про сучасних українських мистців.

## Життєпис
Народився 20 жовтня 1945 року у с. Хлоп'ятин (тепер село Грубешівського повіту Люблінського воєводства) у заможній та національно свідомій родині. У квітні наступного року його сім'я змушена була залишити рідне село і переїхати в село Ступки на Тернопільщині. Після закінчення середньої школи в селищі Великі Бірки біля Тернополя пройшов службу в армії, а після повернення, в 1967 році, влаштувався електромонтером на Тернопільському підприємстві електромереж. Потім п'ять років працював кочегаром, займаючись самоосвітою. Тоді ж прийняв рішення навчатися на історика мистецтва і вступив до Ленінградського Інституту живопису, скульптури та архітектури ім. І. Рєпіна. Співорганізатор «української студентської групи», разом із Феодосієм Гуменюком, Володимиром Макаренком, Романом Романовичем та іншими, відомими у майбутньому, мистцями. 1977 року, після отримання диплому про вищу мистецьку освіту, Олег Сидор розпочав працю у Львівському музеї українського мистецтва — спочатку на посаді старшого наукового співробітника, а згодом завідувача сектору і відділу графіки.
На початку 1980-х років почав формуватися пріоритетний напрямок науково-дослідницьких зацікавлень Олега Сидора — давнє українське сакральне мистецтво. Першим поважним успіхом Олега Сидор став вихід у світ 1990 року підготовленої у співавторстві з Вірою Свєнціцькою книги «Спадщина віків: Українське малярство XIV—XVIII віків у музейних колекціях Львова». На межі 1980—1990-х років Олег Сидор як вчений і організатор культурномистецького життя включився в громадсько-культурні ініціативи, пов'язані з процесами відновлення української Державності.
1994 року Олег Сидор захистив кандидатську дисертацію на тему «Творчість Йова Кондзелевича і українське малярство XVII — першої половини XVIII ст.». Частиною його подальшої науково-дослідницької програми стало висвітлення маловідомих сторінок національного мистецтва минулого, а також творчість мистців української діаспори. З найбільш помітних тем, осмислених та розкритих ученим, стали такі цікаві феномени, як Тирс Венгринович, Олександр Сухенко, Лев Ґец, Епіфаній Дровняк (знаний як Никифор), Григір Крук, Лео Мол (Леонід Молодожанин) та інші..
Від початку 1990-х років налагодив дієві контакти зі структурами Української Греко-Католицької Церкви — з чільними представниками духовенства, а також з Українським Католицьким Університетом у Римі. Ознайомившись з колекцією Музею УКУ у 1992 році, поетапно освоював усі фондові групи, підсумувавши роботу кількома масштабними виданнями: «Блаженніший Йосиф і мистецтво» (1994), «Патріярх Йосиф Сліпий і мистецтво» та «Собор Святої Софії у Римі» (2012). За його упорядкування та зі вступними статтями вийшли альбоми або каталоги творів Богдана Сороки, Романа Безпалківа, Юрія Лесюка, Петра Сипняка, виставок Клубу Українських Мистців, львівської кераміки та інших. Ще однією з важливих для Олега Сидора тем стали основні християнські культи, що втілилися в українському мистецтві. Ключова авторська монографія «Святий Василій Великий в українському мистецтві» (2008) стала визначною подією в українському мистецтвознавстві і була відзначена найвищою нагородою («Книга року») на Форумі видавців у Львові.
Помер 29 червня 2022 року у Львові.

## Публікації
- «Спадщина віків: Українське малярство ХIV — ХVIII століть у музейних колекціях Львова», у співавторстві з Вірою Свєнціцькою (Львів, 1990),
- «Блаженнійший Йосиф і мистецтво» (Рим, 1994),
- «Святий Василій Великий в українському мистецтві» (Львів, 2008),
- «Підписні та датовані ікони зі збірок Національного музею у Львові ім. Андрея Шептицького» // Записки Наукового товариства імені Шевченка. Праці Комісії образотворчого та ужиткового мистецтва. — Львів, 2011. — Т.CCLXI. — С. 561—607,
- «Собор Святої Софії в Римі» (Київ–Рим, 2012),
- «Патріарх Йосиф Сліпий і мистецтво» (Київ-Рим, 2012),
- «З історії львівської мистецької шевченкіани» // Народознавчі зошити. — 2014. — Вип. 6. — С. 1112—1141.
- «З мистецьких сюжетів роду Шептицьких» // Галицька Брама. — № 4 — 6 (244—246). — С. 2–8,
- «Естафета поколінь і звершень: від Митрополита Андрея Шептицького — до Патріарха Йосифа Сліпого» // Art-class (Всеукраїнський освітньо-мистецький часопис). — 2015 / 1–2 («Мойсей Українського Духа»). — С. 302—309.
- Автор статей в Енциклопедії сучасної України[5].